# Mausolée de l'empereur Minh Mạng
Le mausolée de l'empereur Minh Mạng est situé à l’extérieur de la ville, sur le mont Cam Ke, à 12 km de Huế, sur la rive ouest de la rivière des Parfums.

## Histoire
En avril 1840, le roi Minh Mang changea le nom du mont "Cam Ke" en mont "Hieu Son" et donna au futur tombeau le nom de Hieu Lang. Sa construction commença en septembre.
En janvier 1841, le roi Minh Mang fut emporté par la maladie, et son successeur (Thiệu Trị), poursuivit son œuvre.
Le 20 août 1841, la dépouille du roi est ensevelie et cachée quelque part dans l'enceinte circulaire (Bửu thành) à l'extrémité de l'axe principal dans une forêt de pins. Le mausolée ne fut totalement achevé qu’en 1843.

## Description
Source : vietnamtourism.com

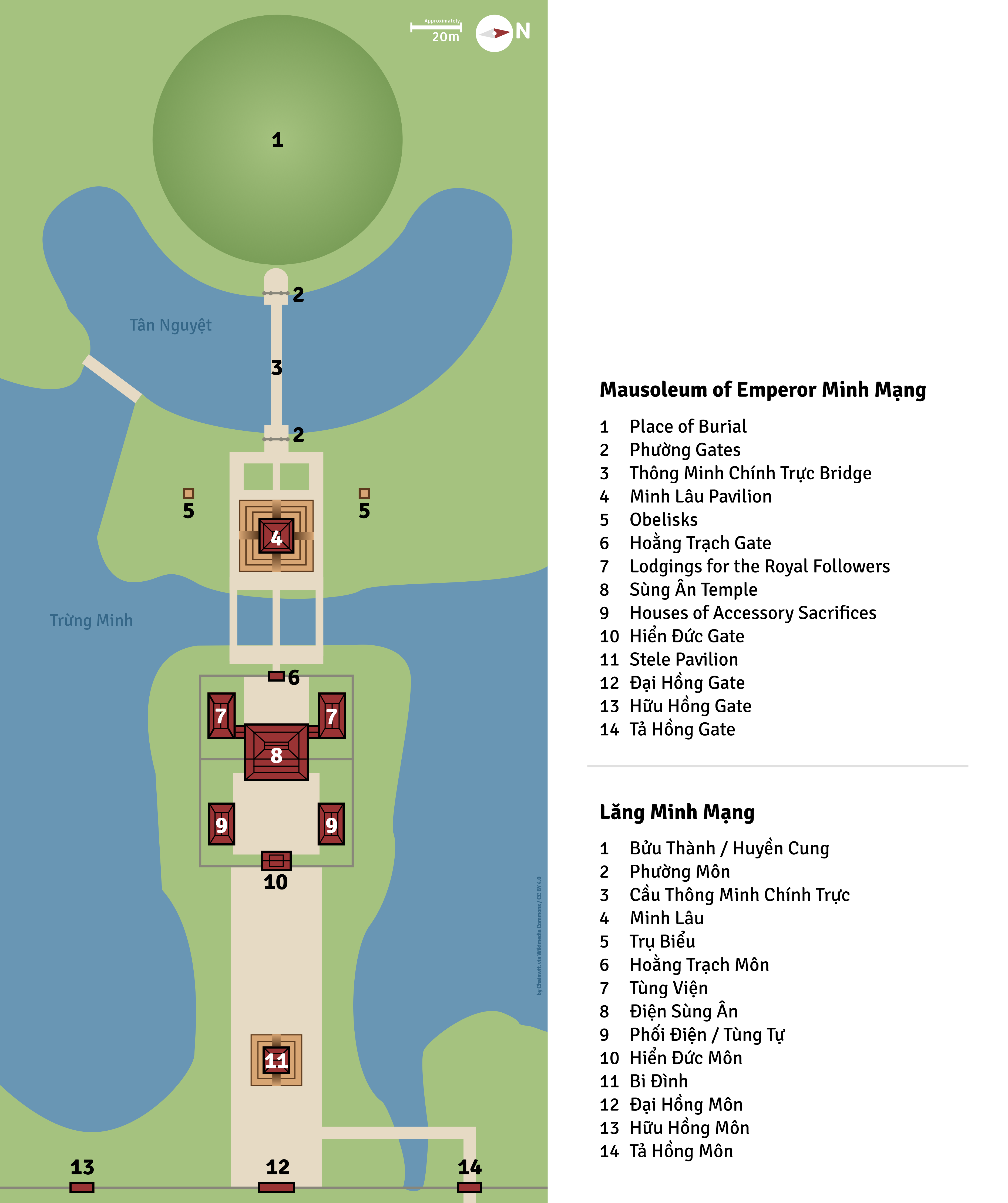
Plan général du tombeau de l'empereur Minh Mang.

Le tombeau de l'empereur Minh Mang est un ensemble architectural comptant 40 monuments (palais, pavillons, temples, etc.) disposés symétriquement sur un axe allant de la Porte Dai Hong jusqu'au pied du mur d’enceinte La Thanh, derrière le tombeau royal.
Les monuments sont disposés sur trois grands axes parallèles, perpendiculaires à l'allée Than Dao au centre.
- La grande Porte Dai Hong Mon : c’est la porte d'entrée principale du site. Elle comprend trois entrées et 24 toits merveilleusement décorés.

La porte principale n’a été ouverte qu’une seule fois, pour laisser passer le cercueil royal. Depuis, elle est restée définitivement close. Pour entrer et sortir, on doit passer par les deux portes latérales.
- Le pavillon de la Stèle : en passant par la Grande Porte, on voit deux rangées de statues de pierre représentant des mandarins, des éléphants et des chevaux. Situé sur la colline Phung Than Son, le temple renferme la stèle Thanh Duc Than Cong, sur laquelle, le roi Thiệu Trị a fait inscrire la biographie et les mérites de Minh Mang, son père.
- Le temple du Culte du roi : on passe ensuite dans la cour à quatre niveaux. Il y a d’abord la porte Hieu Duc, puis le temple Sung An qui renferme les tablettes de culte du roi et de la reine Ta Thien Nhan. La porte Hoang Thach termine la zone de culte, entourée de fleurs odoriférantes.
- Le pavillon Minh Lau (de la Lumière) : On passe les trois ponts, Trung Dao (au milieu), Ta Phu (à gauche), Huu Bat (à droite) sur le lac Truong Minh pour arriver au pavillon Minh Lau au flanc du mont Tam Dai Son.

Le monument de forme carrée comprend un étage surmonté d’un toit octogonal. De chaque côté se trouvent deux grandes colonnes en pierre installées sur les collines Binh Son et Thanh Son.
Derrière le pavillon, deux jardins esquissent la forme du caractère Tho (longévité), symétriquement étendus de part et d’autre de l’allée Than Dao.
- Buu Thanh (l’enceinte du tombeau) : le lac Tan Nguyet, en forme de croissant de lune, épouse les contours de l’enceinte Buu Thanh. Traversant les ponts de l’Intelligence et de la Droiture, enjambant, le lac Tan Nguyet, il faut ensuite gravir 17 marches de pierre[réf. nécessaire], pour arriver à la tombe funéraire du roi centre de la colline Khai Trach Son.

Le tombeau royal de Minh Mang, le pavillon de la Stèle, le temple Sung An et l'Étage Minh Lau et leurs 60 tableaux sculptés forment une véritable anthologie de poèmes choisis du XIXe siècle.
Doté d’une architecture symétrique majestueuse, le tombeau de Minh Mang est un modèle d’harmonie avec la nature.

Mausolée de l'empereur Minh Mạng
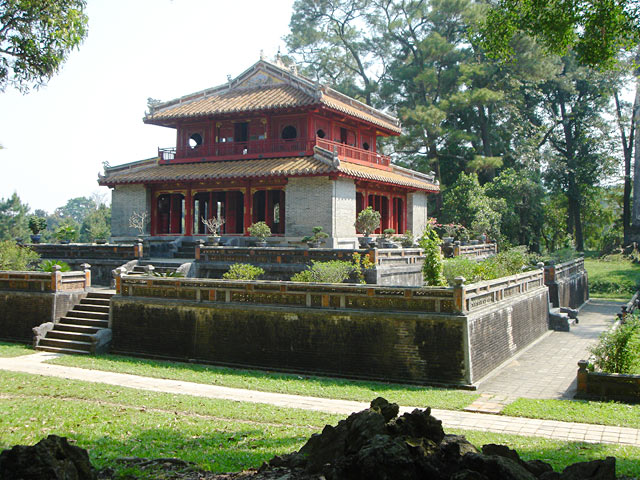
Buu Thanh.
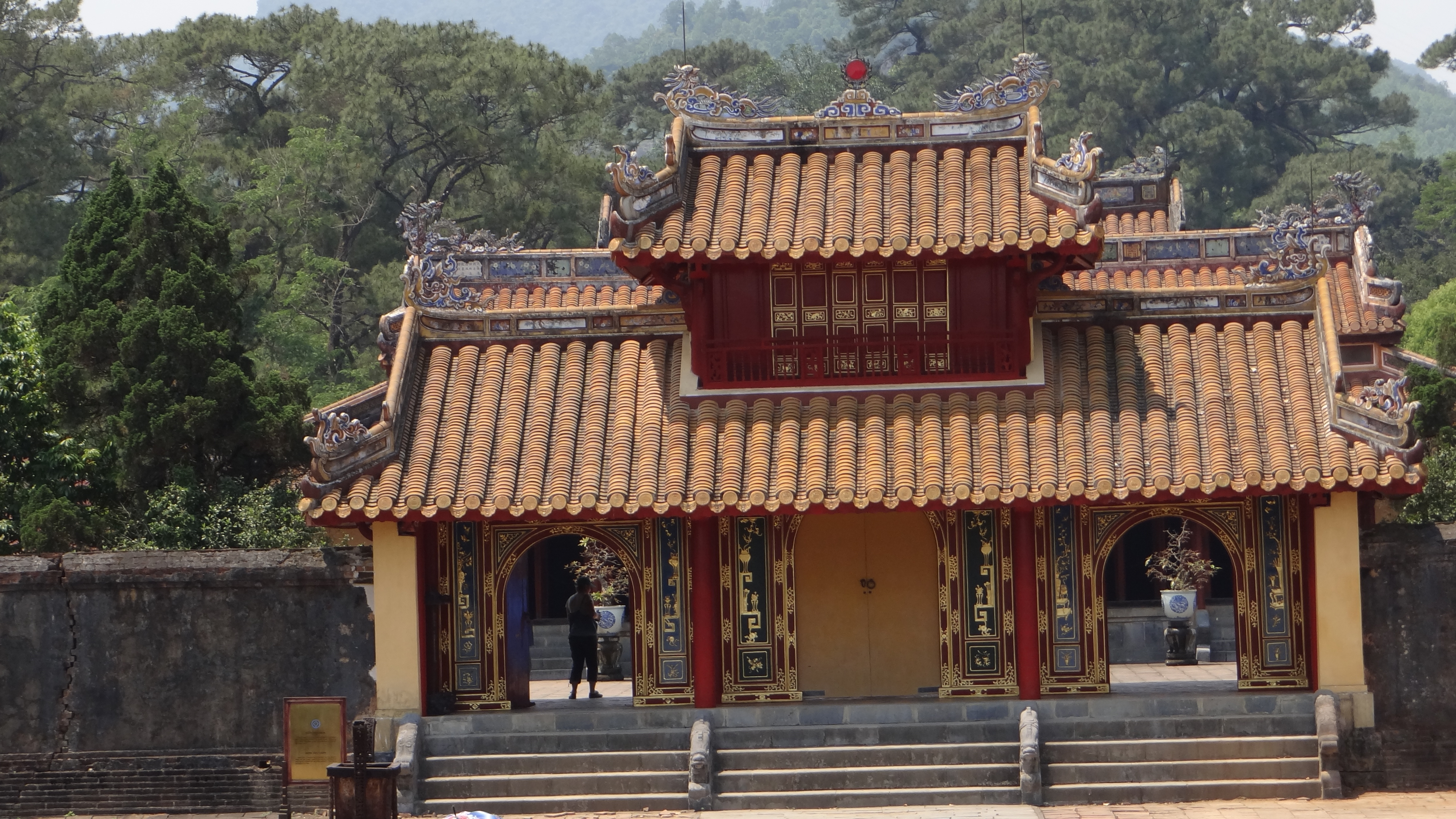
La porte Hien Duc.
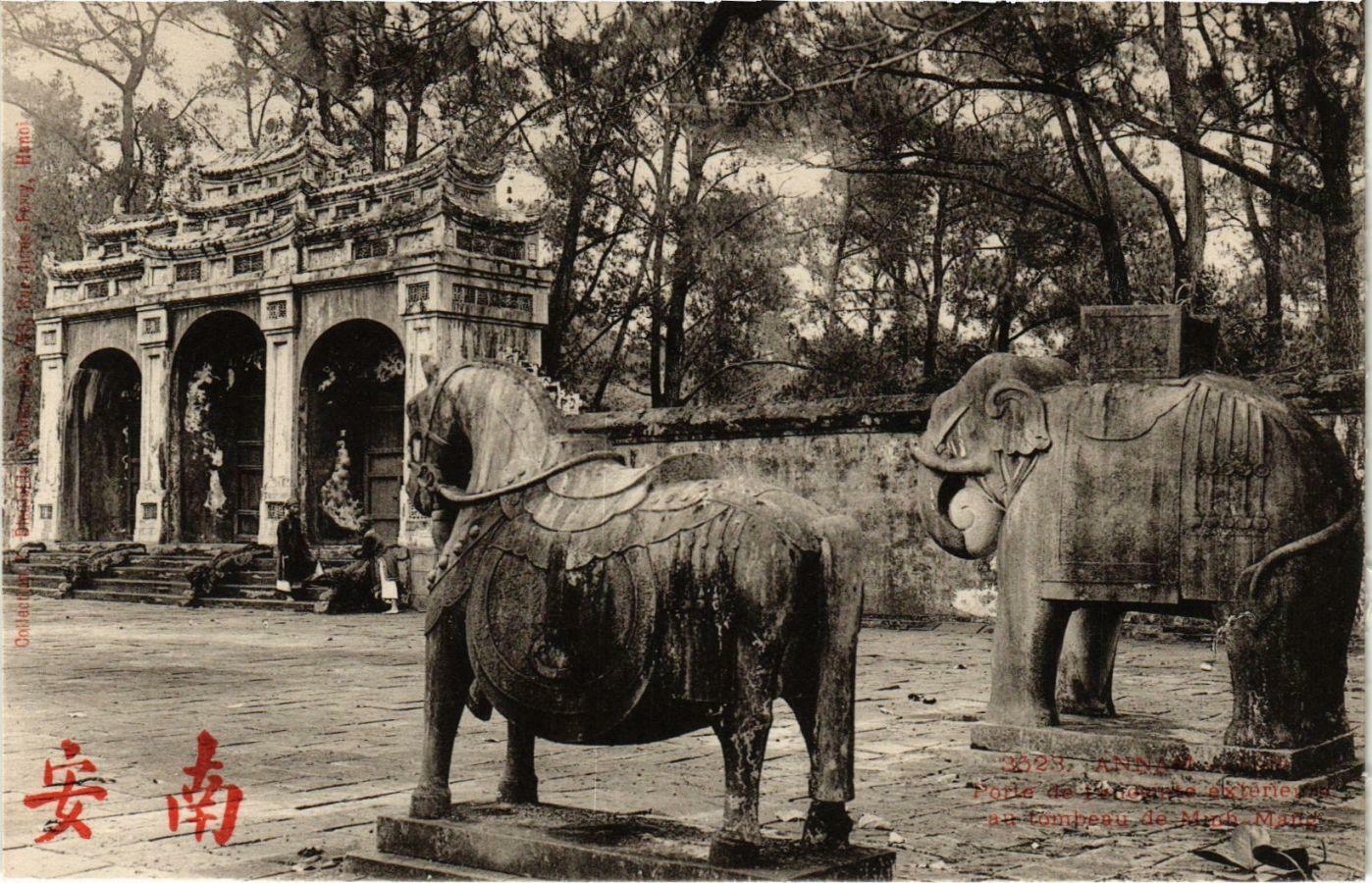
Carte postale représentant les rangées de statues.
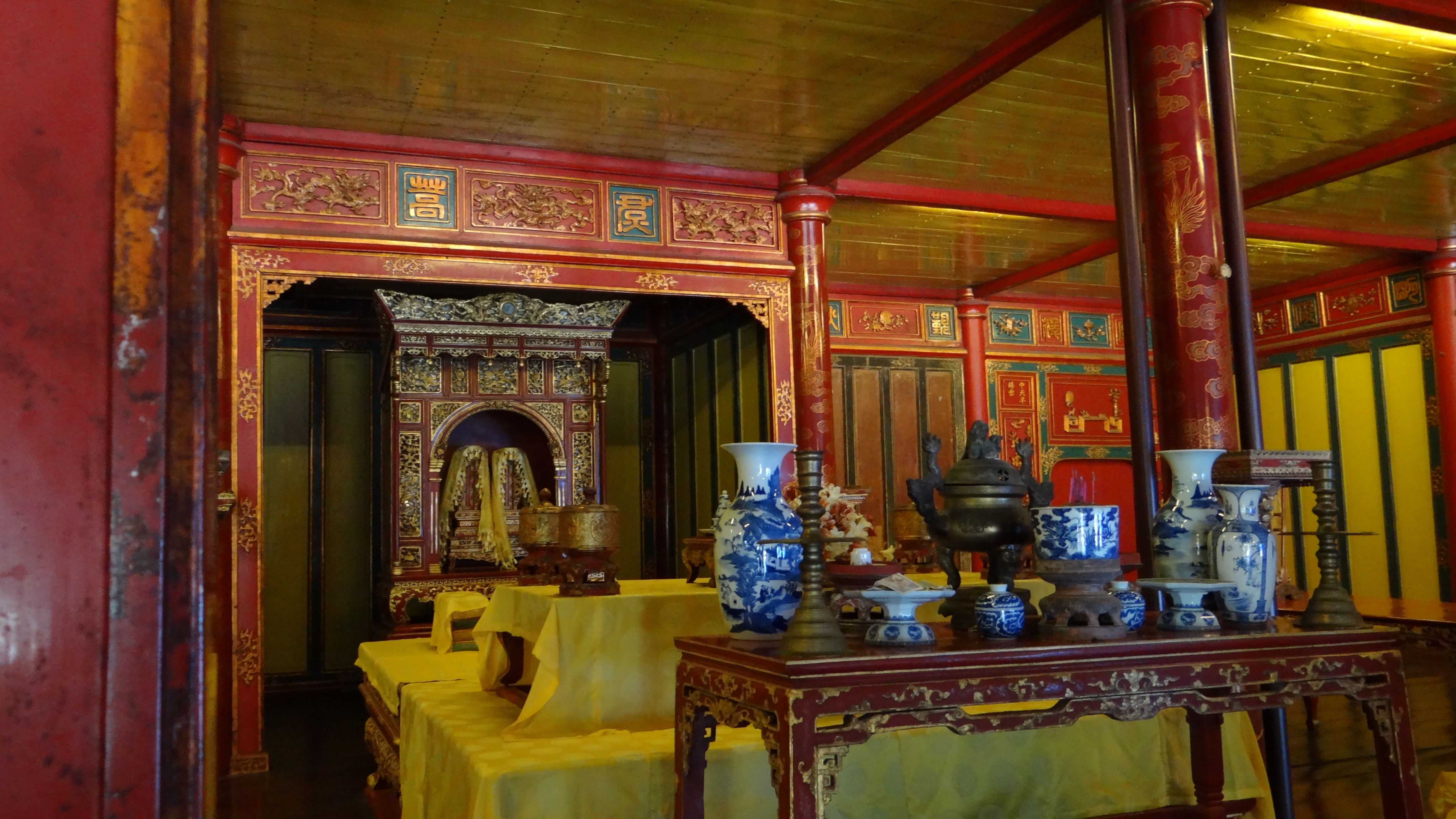
Intérieur du Temple du Culte.
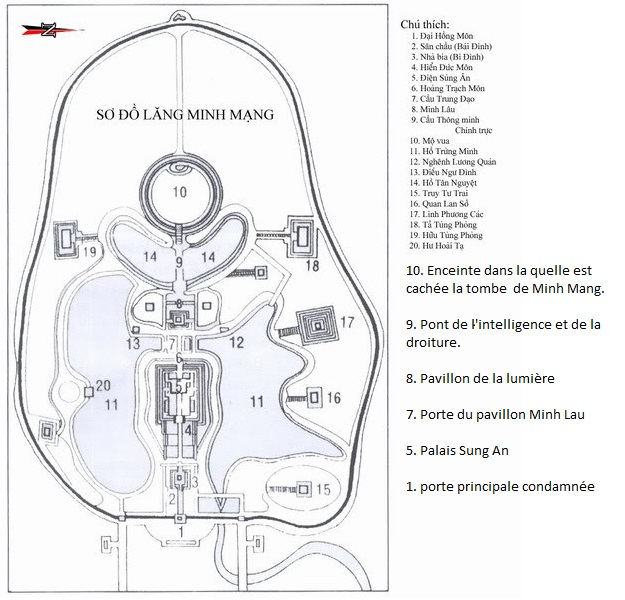
Plan du mausolée de l'empereur Minh Mang.
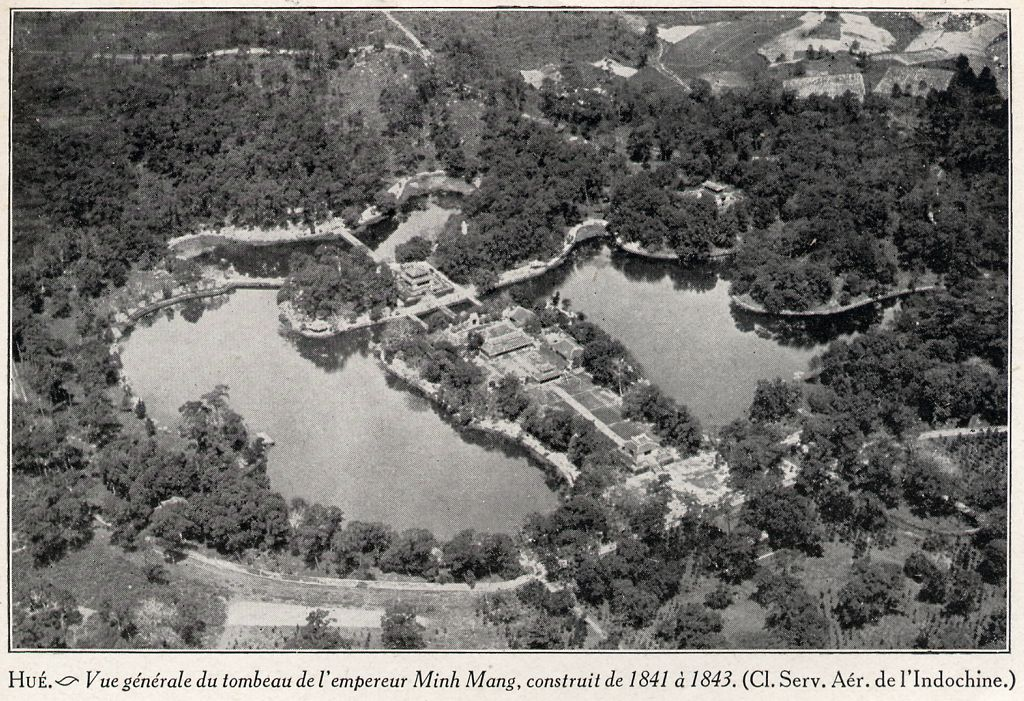
Vue aérienne du mausolée de Minh Mang.